# Mỹ Long, Hương Sơn
Mỹ Long là một xã thuộc huyện Hương Sơn, tỉnh Hà Tĩnh, Việt Nam.

## Địa lý
Xã Mỹ Long có diện tích 13 km², dân số năm 2023 là 5.876 người, mật độ dân số đạt 452 người/km².

## Lịch sử
Ngày 13 tháng 12 năm 2018, HĐND tỉnh Hà Tĩnh ban hành Nghị quyết số 126/NQ-HĐND về việc:
- Sáp nhập Thôn 4 vào Thôn 3.
- Thành lập Thôn 4 trên cơ sở Thôn 5 và một phần của Thôn 3.

Ngày 14 tháng 11 năm 2024, Ủy ban Thường vụ Quốc hội ban hành Nghị quyết số 1283/NQ-UBTVQH15 về việc sắp xếp đơn vị hành chính cấp huyện, cấp xã của tỉnh Hà Tĩnh giai đoạn 2023 – 2025 (nghị quyết có hiệu lực từ ngày 1 tháng 1 năm 2025). Theo đó, thành lập xã Mỹ Long trên cơ sở toàn bộ 5,79 km² diện tích tự nhiên, quy mô dân số là 2.891 người của xã Sơn Long và toàn bộ 7,21 km² diện tích tự nhiên, quy mô dân số là 2.985 người của xã Sơn Trà.
Xã Mỹ Long có 13 km² diện tích tự nhiên và quy mô dân số là 5.876 người.